# لاوتارو أريلانو
لاوتارو أريلانو (بالإسبانية: Lautaro Arellano)‏ (و. 1997  م) هو لاعب كرة القدم، من الأرجنتين، ولد في جنرال باتشيكو، يلعب كلاعب وسط.

## روابط خارجية
- لاوتارو أريلانو على موقع قاعدة بيانات كرة القدم.إي يو (الإنجليزية)
- لاوتارو أريلانو على موقع Soccerway.com (الإنجليزية)
- لاوتارو أريلانو على موقع AS.com (الإسبانية)